# エカテリーナ・オルロワ
エカテリーナ・オルロワ（ロシア語: Екатерина Николаевна Орлова, ラテン文字転写: Ekaterina Nikolaevna Orlova、女性、1987年10月21日 - ）は、ロシアのバレーボール選手。ポジションはミドルブロッカー。ロシア代表。

## 来歴
2005年、Fakel Novy Ourengoïに入団し、プロとしてのキャリアをスタートさせる。同年7月にトルコで開催された世界ジュニア選手権に出場した。
2011年、Omitchka Omskに移籍し4シーズン活躍した。2013年、ロシア代表に初選出される。2015年のワールドグランプリではレギュラーとしてチームを牽引し、銀メダルを獲得した。

## 球歴
- ワールドカップ - 2015年
- ワールドグランプリ - 2015年

## 所属クラブ
- Fakel Novy Ourengoï（2005-2006年）
- Dynamo-Yantar Kaliningrad（2006-2007年）
- Universitet Belgorod（2007-2010年）
- Dynamo-Yantar Kaliningrad（2010-2011年）
- Omitchka Omsk（2011-2015年）
- VBCチューリッヒ（2015-2017年）
- VK Proton（2017-）